# Boris Volynov

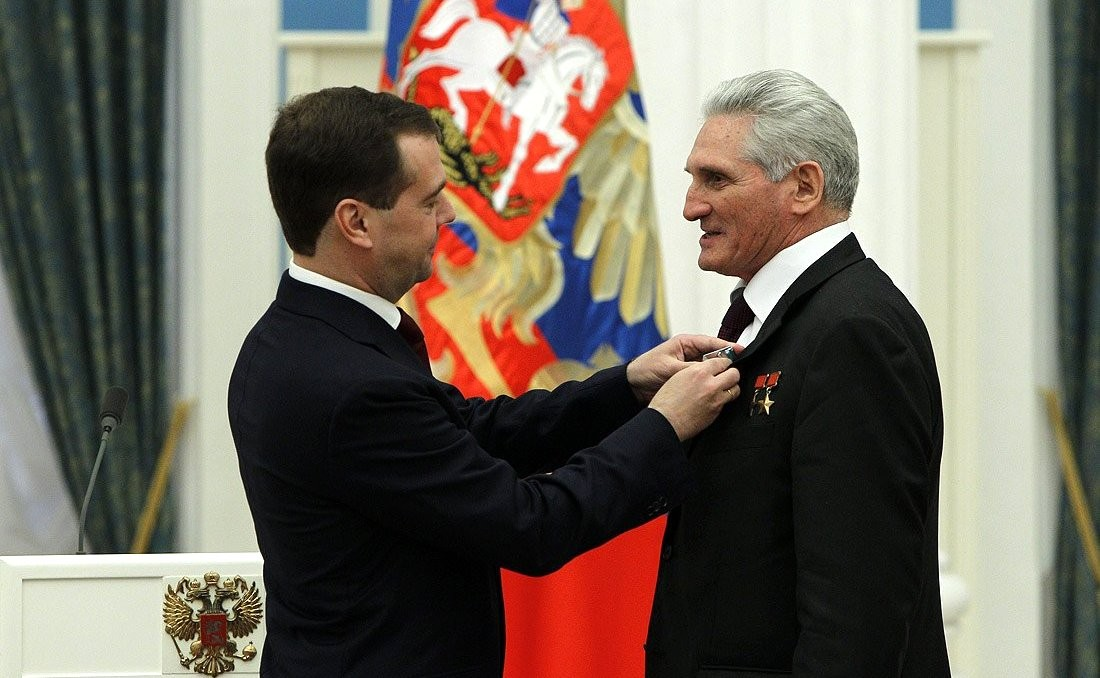
12 april 2011: president Dmitri Medvedev reikt de Orde van de Vriendschap uit aan Volynov

Boris Valentinovitsj Volynov (Russisch: Борис Валентинович Волынов) (Irkoetsk, 18 december 1934) is een voormalig Russisch kosmonaut. Hij vloog tweemaal mee in een bemande ruimtevlucht onder het Sojoez-programma, met Sojoez 5 en Sojoez 21.
Boris Volynov werd geboren in Irkoetsk. Hij volgde de Militaire Ingenieurs Academie van de Sovjet-Unie en was kolonel in de luchtmacht van de Sovjet-Unie. Nadat hij stopte met de ruimtevaart in 1982, werkte hij nog acht jaar in het opleidingscentrum van kosmonauten. In 1990 ging hij met pensioen.